# Babes in Toyland
Babes in Toyland — американская женская панк-рок группа, основанная в 1987 году в Миннеаполисе вокалисткой и гитаристкой Кэт Бьелланд.

## История
Группа образовалась в 1987 году после того, как Кэт Бьелланд познакомилась с будущей барабанщицей Babes in Toyland Лори Барберо. Басисткой в новообразованной команде стала Мишель Леон. Кортни Лав, с которой Бьелланд до этого играла в группе Pagan Babies, также приходила на пробную репетицию, но Бьелланд осталась недовольна её игрой и не допустила её в состав. Первую известность группа снискала своими живыми выступлениями, а в 1988 году Sub Pop выпустил их первый сингл, «Dust Cake Boy», ставший андеграундным хитом. Поклонниками группы назвали себя многие независимые музыканты, в том числе Sonic Youth, пригласившие Babes in Toyland в тур в поддержку своего нового альбома, Goo. В 1990 году вышел первый полноформатный альбом Babes in Toyland, Spanking Machine.
В 1991 году, по окончании турне, группа вернулась в студию для записи своего второго альбома, Fontanelle, продюсером которого стал Ли Ранальдо. Альбом был благожелательно принят критиками и получил некоторый успех у широкой публики. В 1993 году они участвовали в туре Lollapalooza. Басистка Мишель Леон вышла из состава группы во время работы над Fontanelle, её заменила Морин Херманн.
В 1995 году у Babes in Toyland вышел третий альбом, Nemesisters, выдержанный в заметно более сдержанном стиле, чем прежние их записи, и получивший смешанные оценки у критики. Вскоре после этого Херманн покинула группу, и лейбл расторг с ними контракт. В последующие несколько лет Babes in Toyland периодически выступали вместе, но по факту уже не существовали как единая группа. Кэт Бьелланд вместо сконцентрировалась на своём новом проекте, Katastrophy Wife. Официально группа распалась в 2001 году.
В 2014 году Babes in Toyland объявили о реюнионе.

## Состав
- Кэт Бьелланд — вокал, гитара
- Лори Барберо — ударные, вокал
- Морин Херманн — бас-гитара

## Дискография
- Spanking Machine (1990)
- Fontanelle  (1992)
- Nemesisters  (1995)